# Josselin de Rohan-Chabot
Pour les articles homonymes, voir Rohan et Chabot.
Josselin Charles Marie Joseph Gabriel Henri de Rohan-Chabot (1er avril 1879 à Paris — mort pour la France le 13 juillet 1916 à Bray-sur-Somme) est le 12e duc de Rohan, député royaliste du Morbihan de 1914 à 1916.

## Biographie
Josselin Charles Marie Joseph Gabriel Henri de Rohan-Chabot est le fils d'Alain-Charles-Louis de Rohan-Chabot, 11e duc de Rohan, officier d'infanterie, conseiller-général et député du Morbihan, et d'Herminie de La Brousse de Verteillac, femme de lettres. À la mort de son père, en janvier 1914, il devient le douzième duc de Rohan.
Il sert comme officier lors de l'expédition de Chine puis quitte l'armée. Il succède à son père comme député du Morbihan de 1914 à 1916. A la Chambre, il siège avec le groupe des droites.  
Mobilisé en 1914, il passe, sur sa demande, de la cavalerie à l'infanterie et sert dans un bataillon de chasseurs. Promu capitaine, il reçoit la Légion d'honneur puis la Croix de guerre pour sa conduite au fort de Douaumont, où il est blessé, le 27 février 1916. Il fait l'objet de deux citations, l'une le 14 novembre 1914, l'autre le 13 avril 1916.  
Dans la nuit du 13 juillet 1916, au cours de l'offensive de Picardie, alors qu'il participe, à la tête de ses hommes, à une mission de reconnaissance à Hardecourt-aux-Bois, il est grièvement blessé par des mitrailleuses allemandes ; il meurt le 13 juillet 1916,.  
Le président de la Chambre, Paul Deschanel, dans son éloge funèbre prononcé le 18 juillet 1916, rend un hommage ému à sa bravoure, soulignant la fierté de la Chambre d'avoir compté parmi les siens un homme de cette famille illustre, dont les annales se confondent avec celles de la Bretagne et de la France.

## Famille
- Henri de Chabot (1615-1655) x : Marguerite de Rohan (1617-1684)
  - Louis de Rohan-Chabot (1652-1727) x 1678 : Marie Élisabeth de Bec-Crespin de Grimaldi (1661-1743)
    - Guy-Auguste de Rohan-Chabot (1683-1760) x 1729 :  Yvonne Sylvie du Breil de Rays (1712-1740)
      - Louis-Antoine de Rohan-Chabot (1733-1807) x 1757 : Élisabeth-Louise de La Rochefoucauld
        - Alexandre-Louis-Auguste de Rohan-Chabot (1761-1816) x 1785 : Anne Louise Élisabeth de Montmorency (1771-1828)
          - Fernand de Rohan-Chabot (1789-1869) x 1817 : Joséphine-Françoise de Gontaut-Biron de Saint-Blancard (1796-1844)
            - Charles de Rohan-Chabot (1819-1893) x 1843 : Octavie Rouillé de Boissy
              - Alain-Charles-Louis de Rohan-Chabot (1844-1914) x 1872 : Herminie de La Brousse de Verteillac (1855-1926)
                - Josselin de Rohan-Chabot (1879-1916) x : Marguerite de Rohan-Chabot

### Mariage et descendance
Il épouse en 1906 sa cousine Marguerite de Rohan-Chabot (1887-1976), fille d'Auguste de Rohan-Chabot, comte de Jarnac, et de Félicie Olry-Roederer. Elle est la petite-fille de Jacques Olry, conseiller-général et député de l'Eure et descend de la famille Roederer, négociants en vins de champagne. De ce mariage, sont issus trois enfants :
- Charlotte de Rohan-Chabot, chevalier de la Légion d'honneur (1907-1997), mariée en 1929 avec le comte François de Clermont-Tonnerre, député de la Somme, chevalier de la Légion d'honneur (1906-1979), dont postérité ;
- Henriette de Rohan-Chabot, chevalier de la Légion d'honneur (1910-1992), mariée en 1933 avec le comte Raoul de Faubournet de Montferrand, secrétaire d'ambassade (1904-1936), sans postérité ;
- Alain-Louis-Auguste de Rohan-Chabot, treizième duc de Rohan, chevalier de la Légion d'honneur, croix de guerre 1939-1945 (1913-1966), marié en 1937 avec Hélène de Liencourt (1915-2020), remariée elle-même avec André Rodoconachi, ambassadeur de France (1914-2001), dont postérité[6].

## Distinctions
- Chevalier de la Légion d'honneur (11 avril 1916)[7]
- Croix de guerre 1914–1918
- Médaille commémorative de l'expédition de Chine (1901)
- Chevalier de l'Ordre du Dragon d'Annam

## Armes
| Blason | Blasonnement : Écartelé de gueules à neuf macles d'or (qui est de Rohan), et d'or à trois chabots de gueules (qui est Chabot). |

### Sources
- « Josselin de Rohan-Chabot », dans le Dictionnaire des parlementaires français (1889-1940), sous la direction de Jean Jolly, PUF, 1960 [détail de l’édition]

- Ressource relative à la vie publique :   - Base Sycomore
- Notices d'autorité :   - VIAF
  - ISNI
  - BnF (données)